# Тиоамиды

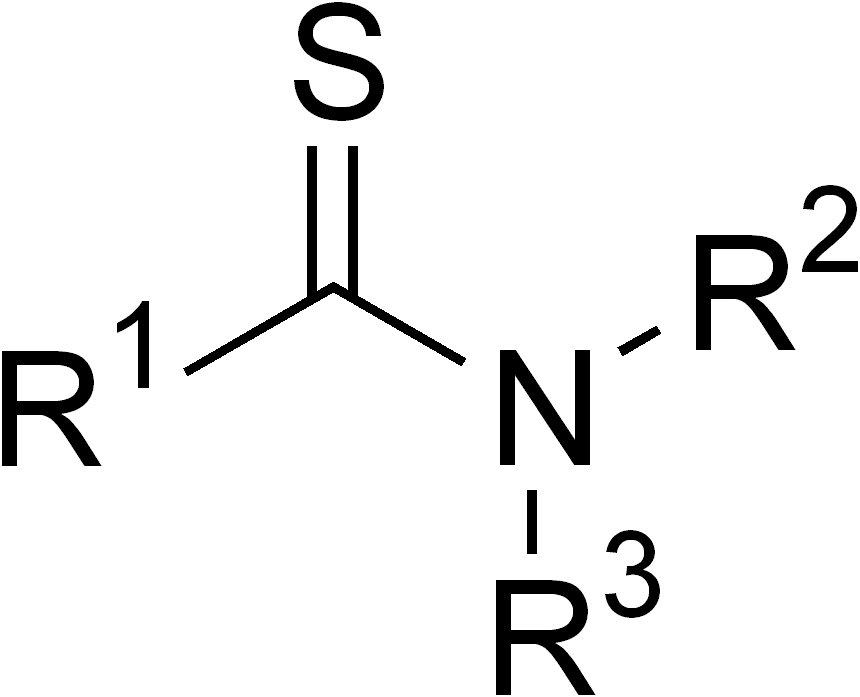
Общая структура тиоамидов

Тиоамиды — класс органических соединений, в составе которых присутствует тиоамидная функциональная группа, аналогичная амидной с атомом серы вместо атома кислорода. Таким образом, тиоамиды — тиоаналоги амидов.

## Получение тиоамидов
Тиоамиды можно получить, обрабатывая амиды или нитрилы серосодержащими реагентами, такими как сульфиды фосфора, сероводород или реагент Лавессона.
Реакцию Виллгеродта-Киндлера можно также использовать для получения бензилтиоамидов.

## Применение в биохимии и медицине
Тиоамидная функциональная группа встречается в лекарственных препаратах, направленных на борьбу с тиреотоксикозом. Например, метимазол, карбимазол и пропилтиоурацил.